# La cura per me
La cura per me (tłum. Lekarstwo dla mnie) – singel włoskiej piosenkarki Giorgii, wydany 12 lutego 2025.
Kompozycja zajęła 6. miejsce w finale 75. Festiwalu Piosenki Włoskiej w San Remo (2025).

## Geneza utworu i historia wydania
Utwór napisali i skomponowali Giorgia Todrani, Riccardo „Blanco” Fabbriconi i Michele „Michelangelo” Zocca, który odpowiada również za produkcję piosenki. Piosenkarka o singlu:

»La cura per me« to piosenka, która opowiada o poszukiwaniu poprzez bardzo silne uczucie, a więc także świadomość, o sile tego uczucia, a także o chwilach strachu, chwilach głębokiej samotności. Trzeba skupić się na tym, co się czuje, co się czuje, ale z tym końcowym »warkoczem«, który prowadzi do transformacji tego uczucia, czyli do nadziei. Stąd do troski o siebie.

Singel ukazał się w formacie digital download 12 lutego 2025 we Włoszech za pośrednictwem wytwórni płytowej Epic Records Italia w dystrybucji Sony Music Italia. 
11 lutego 2025 utwór został zaprezentowany telewidzom stacji Rai 1 podczas pierwszego wieczoru 75. Festiwalu Piosenki Włoskiej w San Remo, w którym znalazł się wśród 29 konkursowych propozycji. Podczas festiwalu Giorgia otrzymała nagrodę TIM dla zwycięzcy głosowania na platformach medialnych TIM. Pomimo bycia głównym faworytem do zwycięstwa, 15 lutego podczas piątego, finałowego wieczoru festiwalu propozycja zajęła 6. miejsce; po podaniu informacji o tym, że nie zakwalifikowała się ona do superfinału, widownia zgromadzona w Teatrze Ariston zaczęła buczeć. 

## Teledysk
Do utworu powstał teledysk w reżyserii Martiny Nardulli, który udostępniono w dniu premiery singla za pośrednictwem serwisu YouTube.

## Lista utworów
- Digital download[3]

1. „La cura per me” – 3:35

## Notowania
| Kraj       | Lista (2025) | Najwyższa pozycja |
| ---------- | ------------ | ----------------- |
| Szwajcaria | Hitparade.ch | 17                |
| Włochy     | FIMI         | 2                 |